# 瓦西里·安德里亚诺夫
瓦西里·米哈伊洛维奇·安德里亚诺夫（俄語：Васи́лий Миха́йлович Андриа́нов，1902年3月8日（21日）—1978年10月3日）是全联盟共产党（布尔什维克）中央组织局委员、苏共列宁格勒市委第一书记、苏共中央列宁格勒地区委员会第一书记。

## 生平
1902年，生于卡卢加省基洛夫贫民家庭。
1924年。在苏联红军服兵役。
1926年，加入苏联共产党。
1930年，毕业于斯科李卜克内西教育学院学习，任学院党委书记。
1932年，进入莫斯科市委。
1934年，在莫斯科国立大学力学数学系学习。
1937年，任弗拉吉米尔州科夫罗夫市委第一书记。
1938年，任斯大林格勒州委书记。12月，任斯维尔德洛夫州委第一书记兼市委第一书记。
1946年，任苏联政府国营农场事物委员会副主席。
1949年，任列宁格勒州委第一书记。
1950年，兼苏联最高苏维埃联盟院外交委员会主席。
1952年，为苏共中央主席团委员。
1956年，退休。
1961年，去世。